# Dierenmishandeling

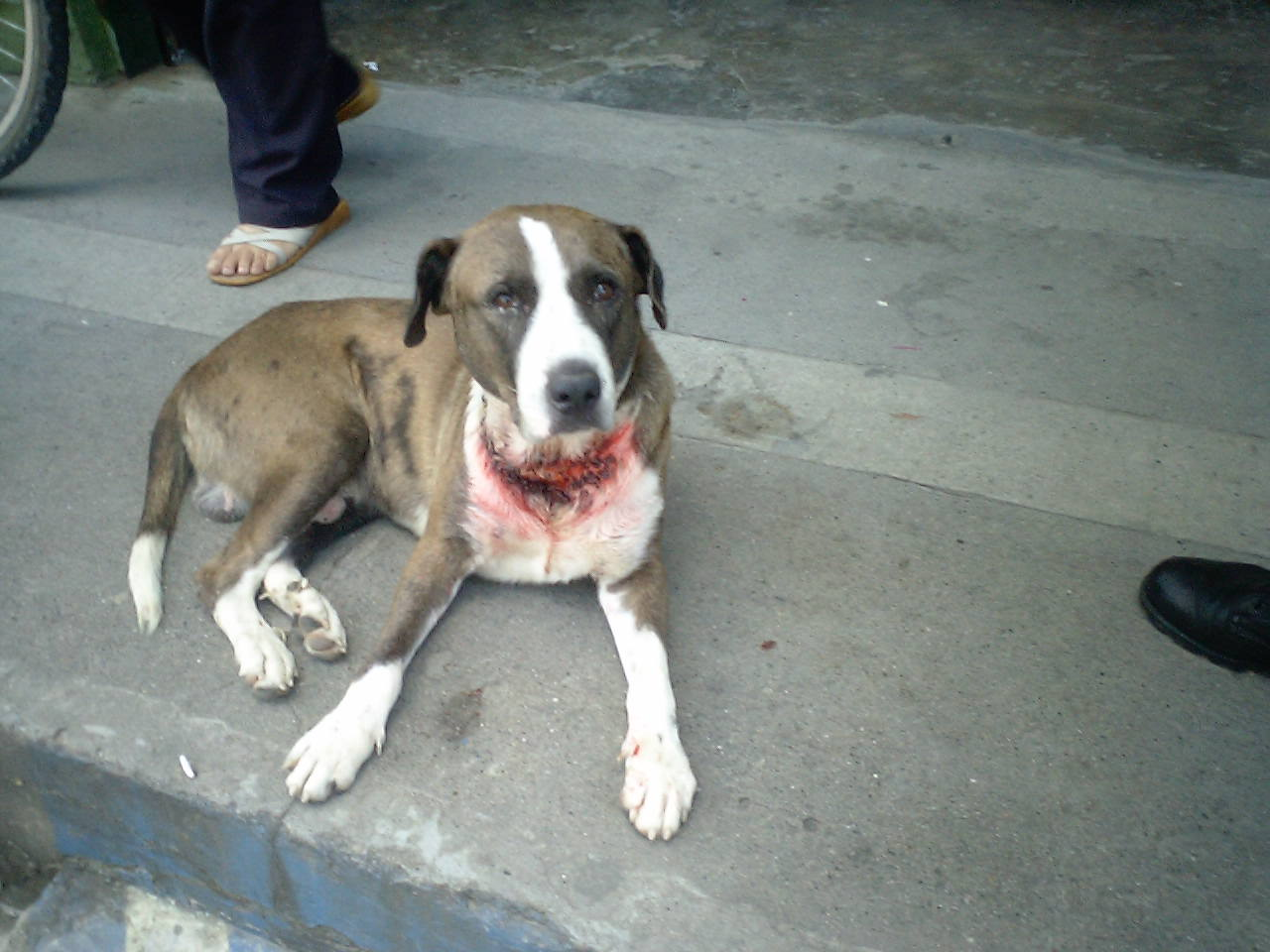
Hond met verwondingen

Dierenmishandeling omvat alle niet-noodzakelijke handelingen en alle verwijtbare nalatigheden van mensen, waardoor dieren pijn aangedaan, letsel toegebracht, of ernstig in hun welzijn benadeeld worden. De term "dierenmishandeling" wordt ook in meer enge zin gebruikt, namelijk ter aanduiding van een strafbaar feit, dat zich voordoet, wanneer bij de behandeling van dieren een of meer strafrechtelijke regels, die op dit gebied gelden, worden overtreden. Het mishandelde dier kan zowel wild als tam zijn, en zowel het eigen dier als dat van een ander. 
Niet alleen dierenwelzijnswetten kunnen het mishandelen van een dier juridisch sanctioneren. Aangezien dieren juridisch als objecten gelden, kan het mishandelen van het dier van een ander, wanneer dit blijvend schade toebrengt of het dier overlijdt, gelden als het delict vernieling. Daarbij kan het gelden als een onrechtmatige daad of wanprestatie. Men kan bij dit laatste bijvoorbeeld denken aan mishandeling in een kennel waarin een baasje zijn hond tegen betaling laat verblijven tijdens zijn vakantie. Het is overigens ook mogelijk een dier te 'beschadigen' zonder het te mishandelen, bijvoorbeeld door na te laten een renpaard te trainen waardoor het uit vorm raakt.

## "Niet noodzakelijk"
Over de betekenis van "niet noodzakelijk" in dit verband, bestaat geen eensgezindheid. Sommigen menen dat hier alleen nalatigheid en kwelzucht (sadisme) onder vallen, anderen rekenen er ongerief veroorzaken en doden voor medische en/of economische doeleinden (vivisectie) toe. 
Evenzo wordt de noodzaak van doden voor het verkrijgen van vlees en van dierlijke materialen (zoals bont) van bepaalde zijden ontkend. Deze kwestie speelt eveneens rond de bejegening van dieren in de recreatieve sfeer; onder andere stierenvechten, de ingeblikte jacht, vossenjacht, kwelspelen, sportvissen en het gebruik van circusdieren kennen zowel een sterke voor- als tegenlobby. Voorstanders zien het als onschuldig vermaak of traditie, tegenstanders als (nodeloze) dierenkwelling. De bio-industrie is eveneens een heet hangijzer: hoewel de dieren in goede gezondheid verkeren wordt door tegenstanders betoogd dat ze lijden omdat ze in een dergelijke kleine ruimte niet de kans krijgen hun natuurlijk gedrag te vertonen, waardoor ze lijden. Het aspect dierenwelzijn kan hier een factor zijn voor vegetarisme.
Het fokken van rasdieren kan eveneens gezien worden als dierenmishandeling. Hoewel de kopers dierenliefhebbers zijn en hun huisdieren een mooi leven willen gunnen, wordt vaak met de nauw verwante individuen gefokt waardoor erfelijke afwijkingen kunnen ontstaan. Bovendien wordt soms gefokt op eigenschappen die nadelig voor de gezondheid van de dieren zijn maar voordelig voor de portemonnee van de fokker omdat de mensen dit lief en schattig vinden, zoals het lange lichaam van de teckel waardoor deze rugproblemen kan ontwikkelen, de enorme grootte van Deense doggen met als gevolg hartproblemen en een kans op maagtorsie, de ingedeukte snuiten van buldogs en Perzische katten met ademproblemen tot gevolg. Engelse bulldogs kunnen zich zonder menselijke hulp niet meer voortplanten en moeten worden geïnsemineerd waarna de pups met een keizersnede ter wereld komen. De mopshond mag vanwege gezondheidsaspecten in het geheel niet meer gefokt worden. Ook wordt het soms niet te nauw genomen met welzijn en hygiëne door de dieren in te kleine ruimtes op te sluiten, niet te ontvlooien en te ontwormen, onvoldoende of slecht eten te geven, en de vrouwelijke dieren te snel na de vorige worp te laten dekken. Fokkers die het met deze zaken niet te nauw nemen, worden aangeduid als broodfokkers.
Een ander discussiepunt is seks met dieren, bestialiteit. Tegenstanders zien het als tegennatuurlijk, bovendien kan een dier geen toestemming geven. Daarbij kunnen dieren door anatomische incompatibiliteit ernstige verwondingen oplopen en overlijden. Voorstanders menen echter dat een dier wel degelijk kan instemmen of weigeren (door weg te lopen, te grommen, te trappen of te bijten). Een seksuele relatie tussen mens en dier zou een uiting van liefde zijn, en een dier pijn doen is wel het laatste wat een echte zoöfiel zou willen. Hoe het ook zij, een aantal landen heeft bestialiteit evenals dierenporno separaat strafbaar gesteld. Wanneer dit niet het geval is kan seks met een dier strafrechtelijk worden vervolgd als dierenmishandeling indien het dier gezondheidsschade of pijn van de handeling ondervindt.
Het kwellen van kleinere ongewervelde dieren zoals mieren met een vergrootglas verbranden, zout op slakken strooien of vliegen de vleugels uittrekken wordt weliswaar als mishandeling en als laakbaar gezien, maar over het algemeen niet juridisch aangepakt.

## Motieven
De volgende motieven kunnen een rol spelen bij dierenmishandeling:
- Geldelijk gewin / financiele motieven;
- Het afreageren van frustratie of boosheid;
- Sadisme of machtsmisbruik;
- Het dier straffen;
- Seksuele gevoelens voor het dier;
- De veiligheid van anderen waarborgen;
- Wegjagen van het dier;
- Groepsdynamiek;
- Münchhausen by proxy;
- Persoonlijke problemen die de aandacht opslokken leidend tot verwaarlozing;
- Alcohol- of drugsgebruik;
- Psychische stoornissen.

Duidelijk is dat er niet zoiets bestaat als "dé dierenmishandelaar", motieven en achtergronden verschillen sterk van geval tot geval.

## Wetgeving
Zie het artikel over de Nederlandse Gezondheids- en welzijnswet voor dieren.

## Vormen van dierenmishandeling
Vormen van juridisch erkende dierenmishandeling zijn onder andere:
- dieren toetakelen of verminken. Men kan denken aan slaan of schoppen, van grote hoogte duwen of laten vallen, mishandeling met objecten, beschieten met een luchtbuks of vuurwapen
- het gebruik van vergif op dieren voor andere doelen dan het bestrijden van ongedierte (bijvoorbeeld vergiftigd eten neerleggen voor de hond van de buren die telkens in de tuin poept)
- huisdieren verwaarlozen (bijvoorbeeld door ondervoeding, of gebrek aan veterinaire zorg bij ziekte). Ook het voor langere tijd zonder verzorging opsluiten, of het achterlaten van dieren (bijvoorbeeld een dier langere tijd in een afgesloten auto achterlaten tijdens warm weer), kan hieronder vallen. De meest schrijnende gevallen van verwaarlozing treft aan bij de zogenaamde dierverzamelaars die ten gevolge van een verzamelstoornis (meestal grote aantallen) huisdieren of vee kopen of in huis nemen en niet de capaciteiten hebben voor hen te zorgen, met een onhygiënische toestand tot gevolg waarin het huis vol dierenkadavers, urine en ontlasting ligt. De dieren zijn vaak ziek, ondervoed en getraumatiseerd en moeten soms na hun redding alsnog worden afgemaakt.
- een huisdier vrijlaten in de wetenschap dat het in de vrije natuur niet kan overleven
- broodfokken, en de handel in en het fokken van dieren die niet geschikt zijn als huisdier, bijvoorbeeld apen[2]
- vermaak waarbij dieren leed wordt aangedaan, soms als onderdeel van een competitief spel maar soms ook puur uit zoösadisme of sensatiezucht. Dit soort praktijken wordt soms met een telefoon vastgelegd en ter vermaak of choquering op sociale media geplaatst of aan vrienden gestuurd. Het niet verwijderen van dit materiaal in tegenstelling tot het streng beleid betreffende auteursrechtschendingen is een kritiekpunt van dierenrechtenactivisten tegen:
  - kwelspelen en ingeblikte jachten
  - in 1871 werd door Jan ter Gouw een wreed en gevaarlijk Amsterdams kwajongensspel beschreven waarin een "rot" (Amsterdams voor "rat") ingepakt werd in brandbaar materiaal, aangestoken en losgelaten werd, totdat hij door angstige en boze vrouwen in de gracht gejaagd werd. Dit gebruik was vermoedelijk de aanleiding om klein soort knalvuurwerk "rotje" te noemen. In een brief uit 1936, vermoedelijk van de hand van Nikolaj Boecharin, werd een soortgelijk spel in Rusland beschreven: kwajongens doopten een kat zijn staart in paraffine, staken dit aan, en keken lachend toe hoe het doodsbange beest in paniek heen en weer rende om aan de vlammen te proberen ontsnappen.
  - de snorharen van een kat afknippen waardoor het dier volledig gedesoriënteerd raakt[3]
  - zout op slakken strooien
  - mieren verbranden met een aansteker of vergrootglas
  - vliegen de vleugeltjes uittrekken
  - dieren opzettelijk op leven en dood met elkaar laten vechten, of weerloze prooidieren levend aan roofdieren voeren. In toeristische gebieden worden toeristen hier wel eens ter sensatie op getracteerd. Een prooidier (bijvoorbeeld een geit, varken of konijn) wordt weerloos en immobiel gemaakt, en aan een roofdier (bijvoorbeeld een krokodil, leeuw, tijger of komodovaraan) gevoerd.
  - zoösadistisch beeldmateriaal, al dan niet met pornografische of erotische inslag (o.a. dierenporno en crush)
- de staart of oren bij honden en paarden couperen (de meeste dierenartsen weigeren dit, maar illegaal gebeurt dit soms toch)
- vissen met behulp van dynamiet
- vissen in een restaurant of viszaak levend in stukken hakken, en San-nakji, het in stukken hakken en serveren van levende octopus
- dieren onnodig doden (bijvoorbeeld een katteneigenaar die in plaats van zijn poes te laten steriliseren haar kittens eigenhandig doodt, of een hondenfokker die raspuppy's doodt die niet aan de standaard van het ras voldoen). Dierenartsen weigeren sowieso gezonde dieren te euthanaseren.
- (bont)dieren vangen met behulp van voetklemmen